# Sławomir Szmal
Sławomir Bogdan Szmal (ur. 2 października 1978 w Strzelcach Opolskich) – polski piłkarz ręczny, występujący na pozycji bramkarza, w latach 1998–2018 reprezentant kraju, rekordzista pod względem liczby oficjalnych spotkań międzypaństwowych w kadrze seniorskiej (298 meczów, 3 gole). Wicemistrz świata z 2007, brązowy medalista Mistrzostw Świata 2009 oraz Mistrzostw Świata 2015. Dwukrotny uczestnik igrzysk olimpijskich (2008 i 2016). Najlepszy piłkarz ręczny świata roku 2009. Laureat 76. Plebiscytu Przeglądu Sportowego i Telewizji Polskiej na 10 najlepszych sportowców Polski roku 2010 (zajął w nim 6. miejsce). W 2021 został wiceprezesem Związku Piłki Ręcznej w Polsce, odpowiedzialnym za sprawy szkolenia sportowego. W 2024 został prezesem Związku Piłki Ręcznej w Polsce.

## Kariera

### Początki
Dzieciństwo oraz wczesną młodość spędził w Zawadzkiem. Początkowo próbował różnych dyscyplin, m.in. przejawiał talent do piłki nożnej, ale dość wcześnie postawił na piłkę ręczną. Była to niejako rodzinna tradycja, bowiem dyscyplinę tę uprawiali również jego ojciec (który po zakończeniu kariery zawodniczej został trenerem Stali), matka, stryj, wujek (Andrzej Mientus, w latach 80. jeden z bramkarzy reprezentacji Polski) i siostra. Przygodę ze szczypiorniakiem rozpoczął w wieku 11 lat w drużynie juniorów Stali Zawadzkie, a jego pierwszym szkoleniowcem był Jerzy Piechula, nauczyciel wychowania fizycznego. Na pozycji bramkarza zagrał w półfinale mistrzostw Polski juniorów, gdzie po raz pierwszy zobaczyli go opiekunowie reprezentacji juniorskiej. Szybko dostał powołanie do tej kadry, a następnie zadebiutował w młodzieżówce.

### Klubowa
Jako że był niezwykle pracowity, miał talent i robił znaczne postępy szybko znalazł się w kadrze zespołu seniorskiego swojego klubu, do której to wprowadzał go jego ojciec Kazimierz. W 1996 trafił do Gwardii (WKW) Opole, gdzie ściągnął go i trenował Antoni Przybecki. Po roku – mając 19 lat – przeszedł do Hutnika Kraków i w jego barwach zadebiutował w polskiej ekstraklasie. Do Krakowa wyjechał tuż po ukończeniu szkoły, bo w Zawadzkiem nie mógł znaleźć pracy. Jednak tamtejszy klub popadł w tarapaty finansowe i w 1999 przestał istnieć, a Szmal został bez pracodawcy.
Jego talent dostrzegli włodarze Warszawianki Warszawa, którzy podpisali kontrakt z „Kasą” (pseudonim boiskowy), wówczas już członkiem kadry narodowej. Ze stołecznym zespołem odniósł pierwsze sukcesy – w sezonie 2001/2002 wywalczył wicemistrzostwo kraju (1 punkt za Orlenem Płock) i Puchar Polski (zwycięstwo nad Kolporterem Lider Market Kielce). Latem 2002 przeniósł się do drużyny ówczesnego mistrza, bowiem jego marzeniem było wywalczenie pierwszego tytułu, jednak w sezonie 2002/2003 od „Nafciarzy” lepsze o 1 punkt okazało się Vive Kielce. Szmalowi został jednak najlepszym bramkarzem ligi.
12 kwietnia 2010 podpisał czteroletni kontrakt z Vive Targi Kielce, który obowiązywał od 1 lipca 2011. Jednocześnie podjęto negocjacje, by występował w barwach kieleckiego klubu już od początku sezonu 2010/2011, lecz z powodu zbyt wysokich żądań finansowych niemieckiego klubu wcześniejszy transfer nie doszedł do skutku. Został dwukrotnie mistrzem Polski w barwach Vive Targi Kielce (w sezonach 2011/2012 i 2012/2013). W 2016 po raz pierwszy zdobył złoty medal Ligi Mistrzów z zespołem Vive Tauron Kielce.

### Reprezentacyjna
W kadrze narodowej zadebiutował mając 19 lat – 19 sierpnia 1998 w wygranym 31:20 towarzyskim meczu przeciwko Litwie w Goleniowie. Początkowo w reprezentacji pełnił rolę zmiennika starszych i bardziej doświadczonych bramkarzy Andrzeja Marszałka, Artura Górala, a potem Rafała Bernackiego. W 2002 wziął udział w swej pierwszej wielkiej imprezie międzynarodowej – Mistrzostwach Europy w Szwecji; był to zarazem premierowy występ Polski w turnieju finałowym ME), drużyna zajęła tam jednak dopiero 15. miejsce. Rok później wystąpił w swoich pierwszych finałach mistrzostw świata i ostatecznie zajął 10. miejsce na MŚ w Portugalii. W 2007 wywalczył srebrny medal Mistrzostw Świata w Niemczech, za co 5 lutego 2007 został odznaczony przez Prezydenta RP Lecha Kaczyńskiego Złotym Krzyżem Zasługi) oraz Superpuchar. W ćwierćfinałowym meczu MŚ przeciwko Rosji obronił cztery rzuty karne, a w całym turnieju 111 rzutów. W lutym 2008 zajął siódme miejsce Mistrzostw Europy w Norwegii, a w maju – podczas wrocławskiego turnieju kwalifikacyjnego – wywalczył przepustkę do Igrzysk Olimpijskich w Pekinie, na którym zajął piąte miejsce po przegranej w ćwierćfinale z Islandią. W lutym 2009 zdobył brązowy medal Mistrzostw Świata w Chorwacji, a w styczniu 2010 został uznany najlepszym bramkarzem i wybrany do „Drużyny Gwiazd” Mistrzostw Europy w Austrii.
24 stycznia 2014 w meczu o piąte miejsce uległ wraz z kolegami reprezentacji Islandii, zajmując ostatecznie szóste miejsce na Mistrzostwach Europy w Danii. Na mistrzostwach świata 2015 zdobył brązowy medal. Po nich został odznaczony przez prezydenta Bronisława Komorowskiego Krzyżem Kawalerskim Orderu Odrodzenia Polski.
Grę w kadrze narodowej zakończył w 2016 po Igrzyskach Olimpijskich w Rio de Janeiro. Pozostaje rekordzistą pod względem liczby występów w seniorskiej reprezentacji – zagrał 298 oficjalnych meczów międzypaństwowych.
W maju 2010 w plebiscycie Międzynarodowej Federacji Piłki Ręcznej (IHF) został wybrany najlepszym piłkarzem ręcznym świata w 2009, pokonując w głosowaniu dwóch kontrkandydatów: Igora Voriego oraz Nikolę Karabaticia.

#### Udział w turniejach mistrzowskich
| Turniej                   | Mecze | Bramki | Medal |
| Mistrzostwa Europy 2002   | 2     | 1      | –     |
| Mistrzostwa Świata 2003   | 6     | 0      | –     |
| Mistrzostwa Europy 2004   | 3     | 0      | –     |
| Mistrzostwa Europy 2006   | 6     | 0      | –     |
| Mistrzostwa Świata 2007   | 10    | 0      |       |
| Mistrzostwa Europy 2008   | 6     | 0      | –     |
| Igrzyska Olimpijskie 2008 | 8     | 0      | –     |
| Mistrzostwa Świata 2009   | 10    | 1      |       |
| Mistrzostwa Europy 2010   | 8     | 0      | –     |
| Mistrzostwa Świata 2011   | 9     | 0      | –     |
| Mistrzostwa Świata 2013   | 6     | 0      | –     |
| Mistrzostwa Europy 2014   | 7     | 0      | –     |
| Mistrzostwa Świata 2015   | 9     | 0      |       |
| Mistrzostwa Europy 2016   | 7     | 0      | –     |
| Igrzyska Olimpijskie 2016 | 8     | 1      | -     |

## Kariera związkowa
W czerwcu 2021 został wybrany do zarządu Związku Piłki Ręcznej w Polsce, jako wiceprezes odpowiadający za sprawy szkolenia sportowego.
26 października 2024 roku Walne Zgromadzenie Sprawozdawczo Wyborcze Związku Piłki Ręcznej w Polsce wybrało Sławomira Szmala na Prezesa Związku Piłki Ręcznej w Polsce na czteroletnią kadencję.

## Życie prywatne
Żonaty z Anetą (byłą piłkarką ręczną), z którą ma syna, Filipa.
Czynnie angażuje się w akcje charytatywne. Patronuje odbywającemu się w Zawadzkiem turniejowi juniorów młodszych „Sławomir Szmal zaprasza” oraz fundacji jego imienia, która wspiera szkolenie młodych szczypiornistów. Organizuje również obóz „Kuźnia Bohaterów Sławomira Szmala”, przeznaczony dla dzieci w wieku 13-14 lat, na którym promuje piłkę ręczna i ogólnie aktywność fizyczną. Pasjonuje się grą w bilarda.

## Osiągnięcia

### Reprezentacyjne
Mistrzostwa Świata
- (2007)
- (2009)
- (2015)

Superpuchar Europy
- (2007)

### Klubowe
Mistrzostwa Polski
- (2012, 2013, 2014, 2015, 2016)
- (2002, 2003)

Puchar Polski
- (2002, 2012, 2013, 2014, 2015)

Liga Mistrzów
- (2013)
- (2015)
- (2016)

Mistrzostwa Niemiec
- (2009)

Puchar Niemiec
- (2006, 2007)

## Nagrody indywidualne
- 2010: Najlepszy bramkarz Mistrzostw Europy

## Wyróżnienia
- Najlepszy piłkarz ręczny świata 2009[2]
- 6. miejsce w Plebiscycie Przeglądu Sportowego 2010[3]